# Призрени, Имер
Эфенди Хаджи Имер Призрени известный также как Имер Дрини, Омер (Имер) Бей Призрени (алб. Ymer Prizreni; около 1820 , Призрен, Османская империя — 12 июня 1887, Улцинь, Королевство Черногория) — албанский политический, государственный и общественный деятель, улем, юрист, дипломат, активист албанского национального возрождения, выступавший за самоопределение Албании. Премьер-министр албанского автономного временного правительства в 1880—1881 годах.

## Биография
Родился в богатой семье помещиков. Вместе с тремя братьями получил высшее образование, изучал в Стамбуле исламское богословие и право.
После окончания учёбы служил в медресе Призрена. Проявил себя как сторонник низших классов против несправедливости коррумпированной османской администрации XIX века. После начала русско-турецкой войны 1877—1878 годов вместе с другими албанскими активистами основал общество защиты территориальной целостности Албании и защиты её национальных прав на международном уровне. Организовал комитет самообороны Призренского санджака, а также создал несколько комитетов, которые действовали в Косовском вилайете.

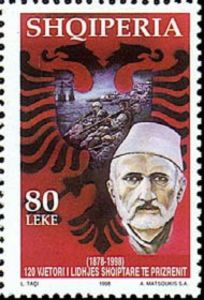
И. Призрени на почтовой марке Албании, 1998

В 1877 году был избран членом первого османского парламента (1876—1878). В том же году стал членом и основателем Центрального комитета по защите албанских прав (Komiteti Shqiptar i Stambollit), сформированного под председательством А. Фрашери, с которым был связан до конца своей жизни.
Весной 1878 года возглавил комитет, организовавший собрание Генеральной ассамблеи Призрена, которая основала Призренскую лигу.
В январе 1881 года Призренская лига создала Временное правительство, его возглавил премьер-министр Имер Призрени. Временное правительство взяло под свой контроль Албанский и Косовский вилайеты и свергло оттоманскую администрацию.
После роспуска Призренской лиги Имер Призрени отказался подчиняться туркам и избежал наказания со стороны османских властей, бежав в Черногорию в Улцинь, хотя султан обещал ему прощение и высокие должности, чтобы он вернулся на родину.
Умер в Улцине, где до сих пор находится его могила.

## Память
- Имя Имера Призрени носит улица в Приштине.
- Почта Албании выпустила несколько марок, посвящённых И. Призрени.